# Saint-Marcel (Morbihan)
Saint-Marcel (Gallo Saent-Marcèu, bretonisch Sant-Marc’hell) ist eine französische Gemeinde mit 1.129 Einwohnern (Stand 1. Januar 2022) im Département Morbihan in der Region Bretagne.

## Geografie
Saint-Marcel liegt rund 31 Kilometer nordöstlich von Vannes im Osten des Départements Morbihan.
Nachbargemeinden sind Saint-Abraham im Norden, Missiriac im Nordosten, Malestroit im Osten, Pleucadeuc im Südosten, Bohal im Südwesten sowie Sérent im Westen.
Unweit liegt die Allée couverte von Trélan.

## Geschichte
Als sich Frankreich im Zweiten Weltkrieg unter deutscher Besatzung befand, warfen alliierte Flugzeuge Waffen und Versorgungsgüter für die Résistance ab. In der Nacht vom 17. auf den 18. Juni 1944 waren es 640 Kisten, die mit Hilfe örtlicher Bauern abtransportiert wurden. Im Sommer 1944 zählte die Résistance in Saint-Marcel und Umgebung rund 2000 Mitglieder und hatte eine Logistik mit eigener Bäckerei und Metzgerei.

## Bevölkerungsentwicklung
| Jahr                       | 1962 | 1968 | 1975 | 1982 | 1990 | 1999 | 2006 | 2012 | 2019 |
| Einwohner                  | 581  | 558  | 560  | 732  | 845  | 854  | 951  | 1051 | 1106 |
| Quellen: Cassini und INSEE |      |      |      |      |      |      |      |      |      |

## Sehenswürdigkeiten
- Allée couverte von Trélan in Saint-Marcel.
- Musée de la Résistance Bretonne[2]

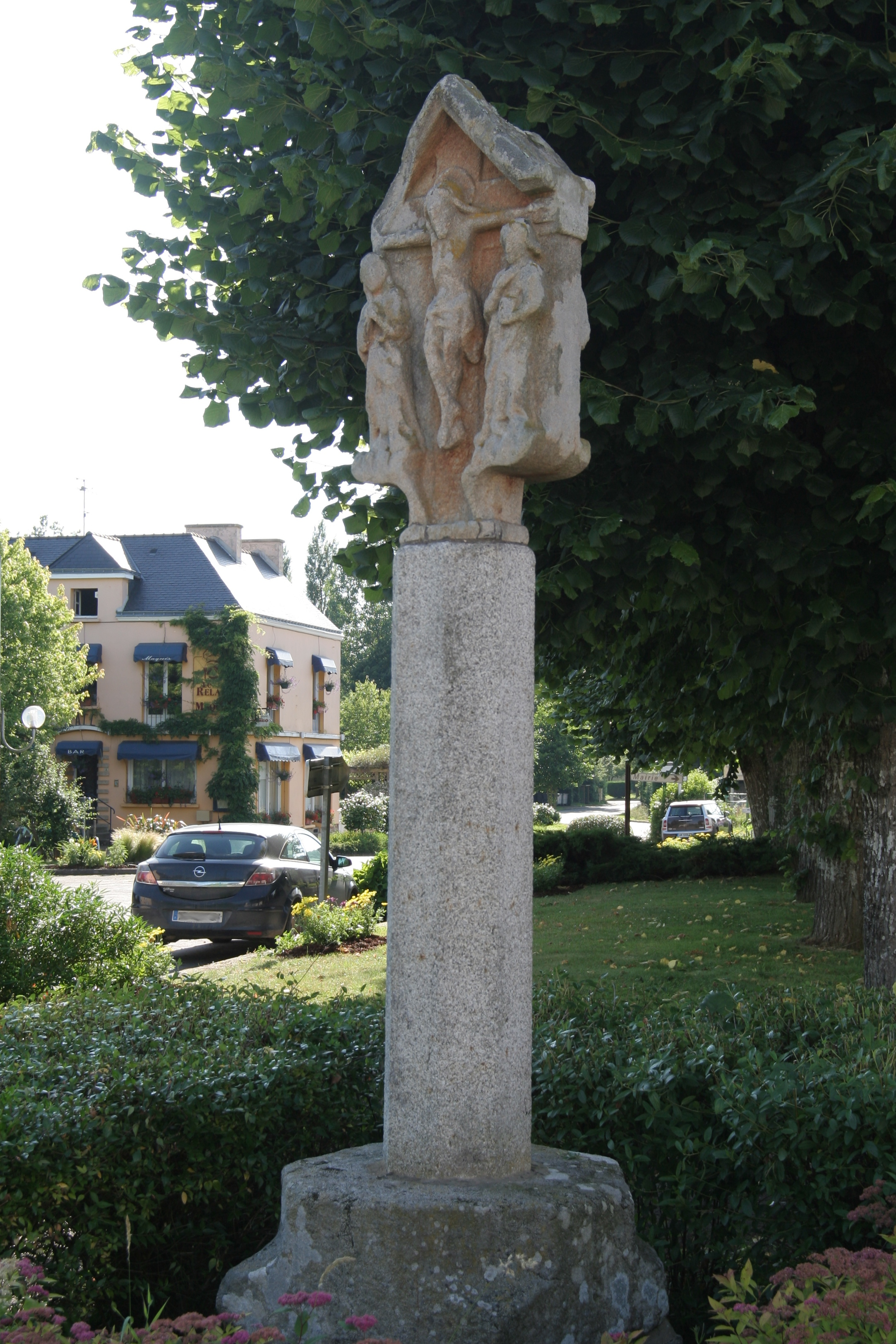
Wegkreuz Croix Catherine
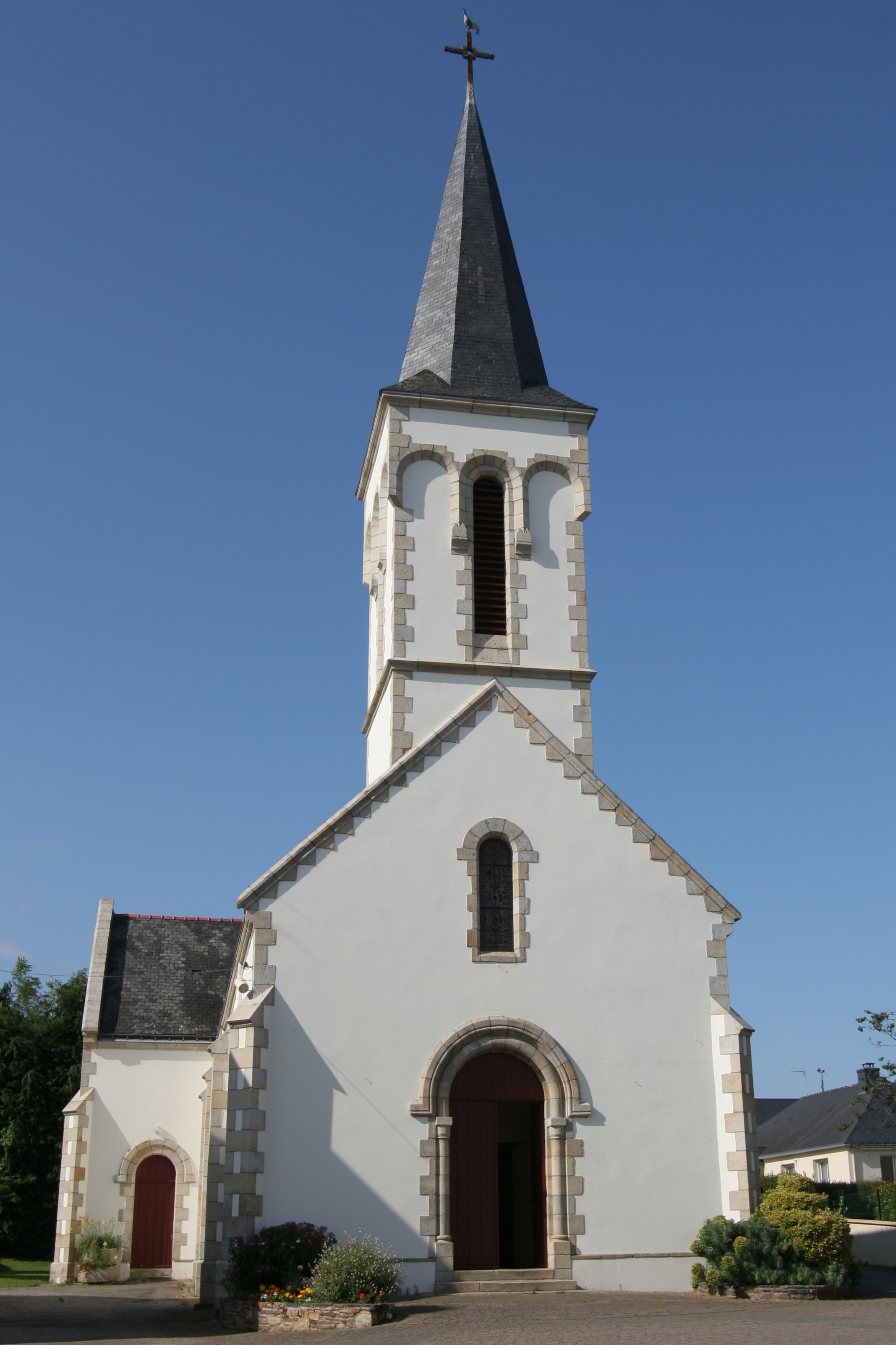
Dorfkirche Saint-Marcel
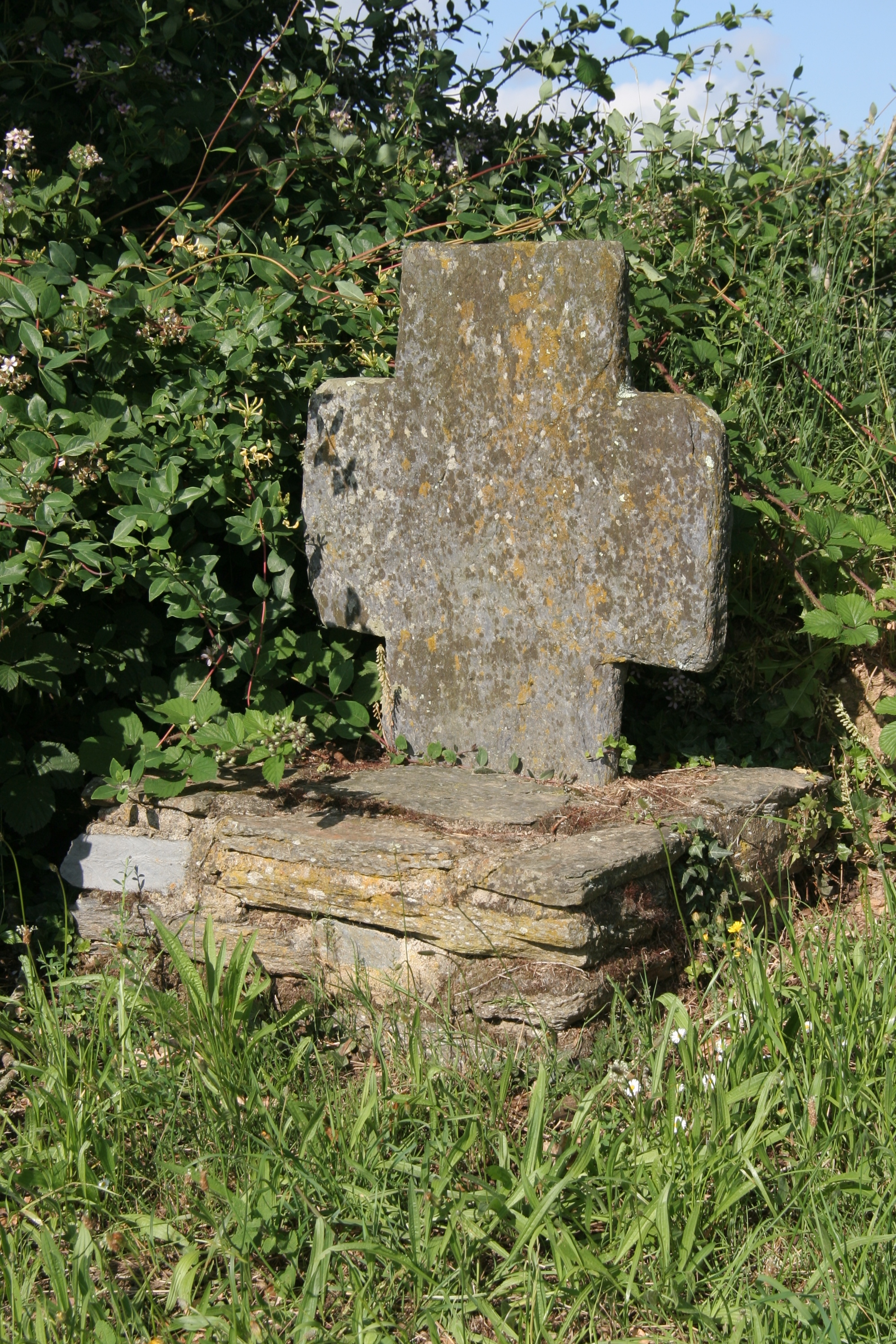
Gedenkkreuz Croix du Champ-des-Morts
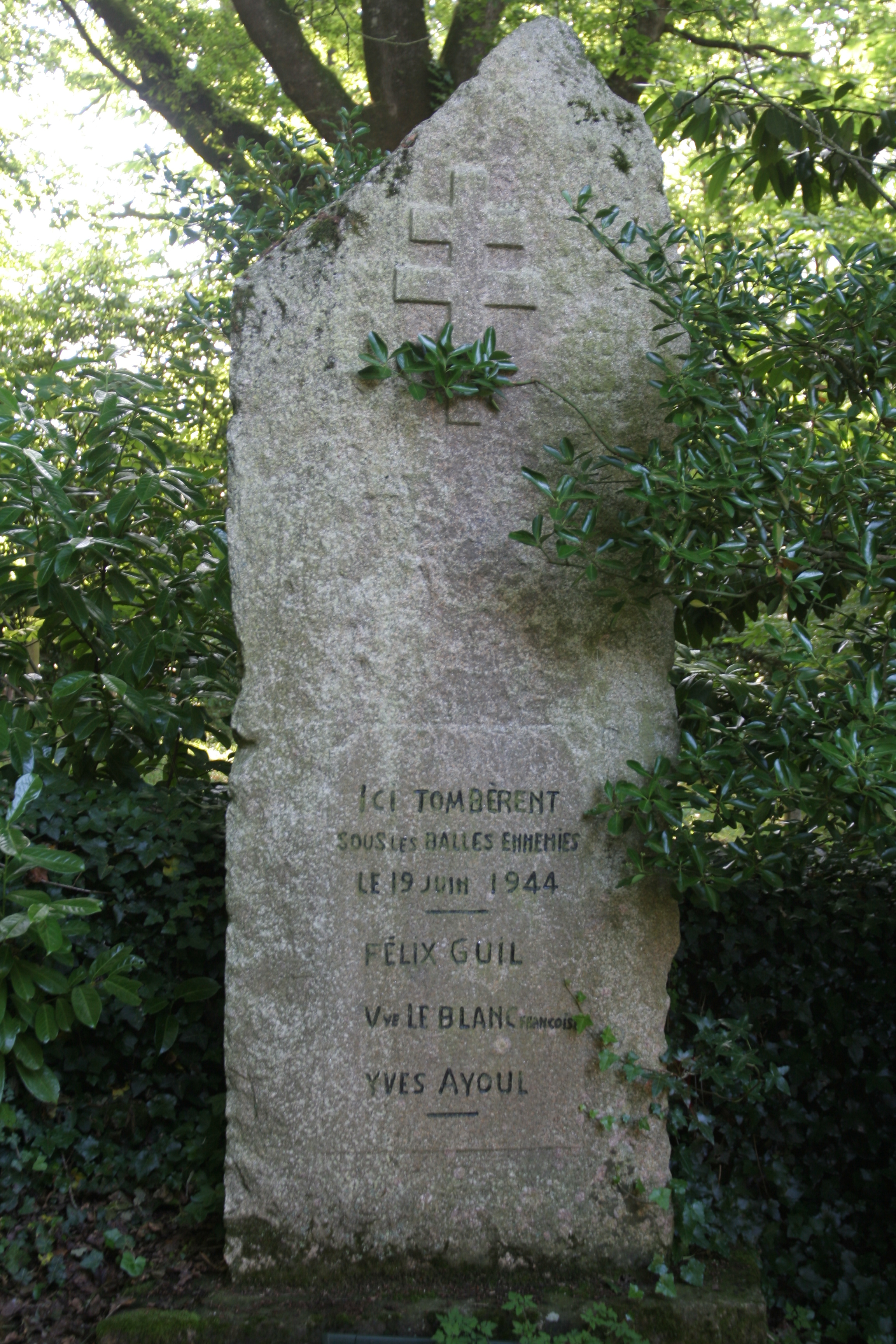
Stele zum Gedenken an getötete Widerstandskämpfer